# 新菅牟田駅
新菅牟田駅（しんすがむたえき）は、かつて福岡県鞍手郡宮田町（現・宮若市）磯光にあった、日本国有鉄道（国鉄）宮田線の貨物駅（廃駅）である。貨物支線の廃線に伴い、1977年（昭和52年）7月10日に廃駅となった。

## 歴史
- 1915年（大正4年）12月1日：開業[1]。
- 1977年（昭和52年）7月10日：貨物支線の廃線に伴い廃止[1]。

## 跡地
- 道路に転用された。東側には住宅街が広がる。

## 隣の駅
日本国有鉄道
宮田線（貨物支線）
磯光駅 - （貨）新菅牟田駅 - （貨）菅牟田駅